# Поливелл
Поливелл (англ. Polywell) — проект по удержанию плазмы, сочетающий элементы квазистационарных и импульсных систем, направленный на получение энергии с помощью термоядерного синтеза. Термин является контаминацией английского слова «polyhedron» (многогранник) и фразы «potential well» (потенциальная яма).
Поливелл состоит из электромагнитов, собранных в форме многогранника, внутри которого магнитные поля удерживают облако электронов. В середине устройства образуется квазисферический отрицательный электростатический потенциал, используемый для ускорения и удержания ионов, участвующих в
реакции. Устройство было разработано Робертом Бассардом в качестве улучшенной версии фузора Фарнсуорта — Хирша по контракту с флотом США. 
Изначальная идея устройства была опубликована О.А. Лаврентьевым.